# Israel Hernández
Israel Hernández Planas (* 7. Januar 1970 in Santiago de Cuba) ist ein ehemaliger kubanischer Judoka. Er gewann zwei olympische Bronzemedaillen.

## Sportliche Karriere
Hernandez begann seine Karriere im Superleichtgewicht bis 60 Kilogramm. 1990 gewann er in dieser Gewichtsklasse die Silbermedaille bei den Juniorenweltmeisterschaften. Im gleichen Jahr siegte er bei den Panamerikanischen Meisterschaften. Bei den Judo-Weltmeisterschaften 1991 in Barcelona unterlag er im Viertelfinale gegen den Südkoreaner Yoon Hyun, den Kampf um Bronze verlor er gegen Nazim Hüseynov aus der Sowjetunion. 
Bei den Panamerikanischen Spielen 1991 gewann er einen Monat nach den Weltmeisterschaften eine Bronzemedaille im Halbleichtgewicht bis 65 Kilogramm. 1992 erkämpfte er bei den Panamerikanischen Meisterschaften die Silbermedaille hinter dem US-Judoka Jimmy Pedro. Bei den Olympischen Spielen 1992 in Barcelona verlor Hernández im Halbfinale gegen den Ungarn József Csák, im Kampf um Bronze bezwang er den Spanier Francisco Lorenzo.  
1994 siegte Hernández bei den Panamerikanischen Meisterschaften. Im Jahr darauf gewann er den Titel bei den Panamerikanischen Spielen. Bei den Olympischen Spielen 1996 in Atlanta unterlag der Kubaner bereits im Achtelfinale dem Deutschen Udo Quellmalz. Mit drei Siegen in der Hoffnungsrunde erreichte er den Kampf um Bronze, den er gegen József Csák gewann. 1996 und 1997 siegte Hernandez bei den Panamerikanischen Meisterschaften. Bei den Judo-Weltmeisterschaften 1997 belegte er den fünften Platz. Sein letztes großes Turnier waren die Panamerikanischen Spiele 1999, Hernández trat hier im Leichtgewicht bis 73 Kilogramm an und gewann noch einmal eine Bronzemedaille.

## Kubanische Meistertitel
- Superleichtgewicht: 1989, 1990[1]
- Halbleichtgewicht: 1991, 1992, 1993, 1995, 1996
- Leichtgewicht: 1997